# Epiphragma (Epiphragma) gracilistylus
Epiphragma (Epiphragma) gracilistylus is een tweevleugelige uit de familie steltmuggen (Limoniidae). De soort komt voor in het Palearctisch gebied.